# صفوت حجازي
صفوت حموده حجازي رمضان (مواليد 11 أبريل 1963 بالورق، مركز سيدي سالم محافظة كفر الشيخ)، داعية إسلامي وسياسي مصري.

## سيرته
ولد صفوت حجازي في 17 ذي القعدة 1382 هـ الموافق 11 أبريل 1963 بالورق، مركز سيدي سالم في محافظة كفر الشيخ. متزوج وله ثلاثة بنات وولد.
التحق بكُتَاب الشيخ عبد الواحد بحي الطالبية بمنطقة الهرم. ثم تدرج في المراحل الدراسية المختلفة حتى التحق بمدرسة أحمد لطفي السيد الثانوية العسكرية بمحافظة الجيزة. انتقل إلى محافظة الإسكندرية ليبدأ المرحلة الجامعية حيث بدأ دراسته بكلية الآداب قسم مساحة وخرائط، وكان ذلك في عام 1979-1980. وبالرغم من نقله لمحل إقامته إلى خارج القاهرة.
كان على اتصال بالشيخ أحمد المحلاوي بالإسكندرية. في عام 1984، حصل على ليسانس الآداب قسم مساحة وخرائط من جامعة الإسكندرية. بعد ذلك، عاد صفوت إلى القاهرة. انتقل صفوت للعمل بالسعودية، حيث عمل بالأمانة العامة بالمدينة المنورة، حيث بدأ بدراسة الحلقات بالمسجد النبوي وبدار الحديث، خلال فترة إقامته بالمدينة المنورة بداية من عام 1990 وحتى أغسطس من عام 1998. عاد إلى القاهرة في عام 1998، وبدأ في مزاولة نشاطه الدعوي فور عودته وبدأ في إلقاء الدروس والسلاسل بأكثر من مسجد، بدأ في تقديم بعض الحلقات في القنوات الفضائية.

## مجال العمل
- أمين عام دار الأنصار للشئون الإسلامية
- إمام مسجد دعوة الحق بالقاهرة
- عضو المجمع العلمي لبحوث القرآن الكريم والسنة.

## ترشحه وانسحابه من انتخابات الرئاسة 2012
في مساء يوم السبت 7 إبريل 2012, أعلنت الجماعة الإسلامية أنها قررت دعم ترشيح صفوت حجازي كممثل لحزب البناء والتنمية المعبّر عن الجماعة الإسلامية في سباق الانتخابات الرئاسية 2012 .
وفي اللحظات الأخيرة، قبيل غلق باب الترشيح للرئاسة، قرر حزب البناء والتنمية التراجع عن قراره الخاص بالدفع بصفوت حجازي للترشح لرئاسة الجمهورية، على الرغم من توجه حجازي للجنة انتخابات الرئاسة وإكماله كافة الأوراق اللازمة للترشح. وبررت القرار بتوافر مرشحين شرفاء، يعملون من أجل خدمة الوطن.

## اعتقاله ومحاكمته

### القبض عليه
ألقت السلطات الأمنية في مصر القبض على الداعية صفوت حجازي فجر يوم 21 أغسطس 2013 بمنطقة سيوة القريبة من الحدود مع ليبيا. وقد انتشرت مقاطع فيديو على مواقع التواصل الاجتماعي تبين عملية القبض عليه وقد ظهر حجازي صابغاً شعره وحالقاً لحيته.

### محاكمته
دخل حجازي عقب اعتقاله في سلسلة من المحاكمات في عدة قضايا من بينها:
1. قضية اقتحام الحدود الشرقية: حكمت محكمة جنايات القاهرة، في يونيو 2015، على كل من صفوت حجازي ومحمد البلتاجي و18 آخرين بالسجن المؤبد في القضية المعروفة باسم «اقتحام الحدود الشرقية والسجون».[8] لكن محكمة النقض، في 11 نوفمبر 2016، قضت بإلغاء الأحكام وإعادة المحاكمة.[9] لتعود محكمة جنايات القاهرة، وتقر ببراءة حجازي و 9 آخرين، في 07 سبتمبر 2019.[10][11]
2. قضية فض اعتصام رابعة: قضت محكمة جنايات جنوب القاهرة، السبت 08 سبتمبر 2018، بإعدام كل من صفوت حجازي ومحمد البلتاجي وعصام العريان و72 آخرين في ما يُعرف بـ «فض اعتصام رابعة العدوية».[12][13] وأيدت محكمة النقض الحكم في 14 يونيو 2021.[14]
3. تهمة إهانة القضاء: حكمت محكمة جنايات شمال القاهرة، على صفوت حجازي بالسجن لمدة سنة بتهمة إهانة القضاء أثناء جلسة محاكمة المتهمين في قضية هروب المساجين من سجن وادي النطرون، وهو الحكم الذي أيّدته محكمة النقض بعد طعن حجازي، الذي رفضته المحكمة، في فبراير 2019.[15]
4. قضية التخابر مع حماس: قضت محكمة جنايات القاهرة، في 16 يونيو 2015، بالسجن المؤبد لكل من صفوت حجازي ومحمد سعد الكتاتني ومحمد بديع و 8 آخرين بتهمة التخابر مع حركة حماس.[16] لكن نيابة محكمة النقض أوصت بإلغاء الأحكام وإعادة المحاكمة وذلك بعد قبول الطعن المقدم من المتهمين.[17] أصدرت محكمة جنايات القاهرة، الأربعاء 11 سبتمبر 2019، حكما يقضي ببراءة صفوت حجازي وحسن خيرت الشاطر و 4 آخرين مما نُسب إليهم من تهم.[18]
5. قضية اقتحام قسم شرطة العرب: قضت محكمة جنايات بورسعيد، في سبتمبر 2020، بالسجن المؤبد لصفوت حجازي ومحمد البلتاجي ومحمد بديع و 9 متهمين آخرين في إعادة محاكمتهم في القضية المعروفة بـ«اقتحام قسم شرطة العرب» والتي تتعلق بأعمال عنف شهدتها محافظة بورسعيد في شهر أغسطس عام 2013 إبان الإطاحة بحكم الرئيس محمد مرسي.

## مؤلفات
- تحقيق كتاب موسوعة الدماء للشيخ عطية محمد سالم مطبوع
- تحقيق كتاب «العين والرقية» للشيخ عطية محمد سالم مطبوع
- تحقيق كتاب شرح الأربعين النووية للشيخ عطية محمد سالم تحت الطبع
- كتاب «في بيتنا مرابط» مطبوع
- كتاب «نساء بيت النبوة» تحت الطبع

## البرامج التليفزيونية
- برنامج «رحمة للعالمين» في قناة إقرأ
- برنامج «نساء مؤمنات» في قناة إقرأ
- برنامج «جيل النصر» في قناة اقرأ
- برنامج «فضفضة» في قناة الناس
- برنامج «زمان العزة» في قناة الناس
- ضيف في البرامج الآتية:
  - برنامج «عم يتسائلون» في قناة دريم2
  - برنامج «مجلة المرأة» في قناة اقرأ
  - برنامج «دنيا ودين» في القناة الثانية بالتليفزيون المصري
  - برنامج «الرحمن علم القرآن» القناة الأولى بالتليفزيون المصري
- مجموعة شرائط كاسيت وCd
  - نساء بيت النبوة 12 شريط
  - نبينا 11 شريط
  - أبي وأمي أحبكما، شريط
  - وقل الحمد لله، شريط
  - الرباط، شريط
  - أدب الاختلاف 2، شريط
  - النبي في بيته، شريط
  - كيف نكون رجالا 2، شريط
  - حياة حلال، 4 شرائط فيديو وCd